# Midale
Midale est une localité située dans la municipalité rurale de Cymri No 36 en Saskatchewan au Canada. Elle se trouve le long de la route 39 à mi-chemin entre les villes de Weyburn et d'Estevan à environ 160 km au sud-est de Regina. Lors du recensement de 2016, elle avait une population de 604 habitants.

## Personnalités liées
- Keely Shaw, née en 1994 à Midale, cycliste sur piste canadienne, médaillée aux Jeux paralympiques[1].